# متل بیتس
متل بیتس (انگلیسی: Bates Motel) نام یک مجموعه تلویزیونی در سبک ترسناک، مهیج و درام پخش شده از سال ۲۰۱۳ است که داستان آن پیش‌درآمدی از داستان فیلم روانی از آلفرد هیچکاک بر می‌گردد اما با این تفاوت که داستان در زمان کنونی رخ می‌دهد.این سریال در ۵ فصل و۵۰قسمت تهیه شده است.

## خلاصه داستان
داستان از آن جا شروع می شود که نورما و پسرش نورمن شش ماه پس از مرگ ناگهانی پدر نورمن برای شروع یک زندگی جدید تصمیم به خرید یک مسافرخانه در یکی از شهر های ساحلی ایالت اورگن امریکا میگیرند و از آریزونا به اورگن نقل مکان میکنند. چند روز پس از خرید مسافرخانه و امدن به خانه جدید اتفاقی برای نورما میوفتد که باعث به دردسر افتادن آنها و مقدمه ای برای اشکار شدن بیماری نورمن میشود.

## بازیگران
- ورا فارمیگا
- فردی هایمور
- مکس تیریوت
- اولیویا کوک
- نیکولا پلتز
- نستر کاربونل
- کنی جانسون